# Daniel Schönet
Daniel Schönet (* 5. Dezember 1988) ist ein österreichischer American-Football-Spieler auf der Position des Tight Ends.

## Leben

### Spieler
Seine Football-Karriere begann bei den inzwischen aufgelösten Styrian Stallions, bevor er 2007 zu den Styrian Bears wechselte. Dort wurde er als Runningback eingesetzt. 2013 lief er erstmals für die Graz Giants in der höchsten American Footballliga (AFL) Österreichs auf und spielte dort an der D-Line. Im Jahr 2016 wurde er mit den Graz Giants Vizemeister in der AFL und Meister der Central european football league.
2022 wechselte er zu den Vienna Vikings in die European League of Football und holte sich mit dem Team sogleich den Meistertitel. Im Jahr 2024 wurde er mit den Vienna Vikings (ELF) Vizemeister.
Schönet spielte in offiziellen Spielen in österreichischen, Schweizer und europäischen Ligen alle Footballpositionen (Offense und Defense) für mindestens einen Spielzug. Mit der Position des Quarterbacks während seines Einsatzes als Cheftrainer der Bern Grizzlies vervollständigte er 2023 dieses Karriereziel, als er für seinen verletzten Quarterback für einen Spielzug einsprang.

### Nationalmannschaft
2014 und 2018 wurde er mit dem österreichischen Nationalteam Vizeeuropameister. 2023 wurde er mit dem österreichischen Nationalteam Europameister im American Football. Schönet coachte 2023 als Cheftrainer die Grizzlies Bern (Schweiz).

### Trainerkarriere
Von 2018 bis 2022 war er Nachwuchsleiter der Graz Giants.
2021 wurde er neben seiner Tätigkeit als Spieler auch interimistischer Cheftrainer der Graz Giants.

## Privates
Schönet ist seit 2011 mit der Content Creatorin Lisa Portenschlager, bekannt als blondiebrownie.sis liiert.

## Auszeichnungen
- Giants Mike Daum Award (2016)
- Giants Most Sacks Award (2017, 2018)
- Giants Best Lineman Award (2019)
- Giants Team MVP (2020)
- AFL Coach of the Year (2021)